# Seth Kelsey
Pour les articles homonymes, voir Kelsey.
Weston « Seth » Kelsey, né le 24 août 1981 à Santa Monica, est un escrimeur américain. Il a participé aux Jeux olympiques de 2004 et de 2008. Il se classe 17e lors des Jeux de Pékin en 2008.

## Palmarès
- Championnats du monde d'escrime
  -  Médaille d'or à l'épée par équipes aux Championnats du monde d'escrime 2012 à Kiev
  -  Médaille d'argent à l'épée par équipes aux Championnats du monde d'escrime 2010 à Paris
- Jeux panaméricains
  -  Médaille d'or à l'épée par équipes aux Jeux panaméricains de 2011 à Guadalajara
  -  Médaille de bronze à l'épée par équipes aux Jeux panaméricains de 2007 à Rio de Janeiro
  -  Médaille d'or au sabre par équipes aux Jeux panaméricains de 2003 à Saint-Domingue